# Брянська губернія
Брянська губернія — губернія у складі РРФСР. Губернське місто — Брянськ.

## Історія
Була створена 1 квітня 1920 року.
До її складу спочатку увійшли Брянський повіт, Карачевський повіт, Сєвський повіт, Трубчевський повіт Орловської губернії і Жиздринський повіт Калузької губернії.
1921 року Брянський повіт перейменований у Бежицький повіт.
1923 року до губернії приєднаний Почепський повіт з Гомельської губернії.
1924 року ліквідований Трубчевський повіт (приєднан до Почепського повіту).
1926 року приєднані Клинцівський, Новозибковський і Стародубський повіти з Гомельської губернії.
1 жовтня 1929 року губернія ліквідована і її терени увійшли до Західної області.
Наразі території Брянської губернії належить до Брянської області Росії. Більша частина Жиздринського повіту належить до Калузької області, а Карачевський повіт розділений між Брянською та Орловською областями.